# 郭勋 (东汉)
郭勳（2世纪—184年），东汉官员，黃巾之亂時戰死。

## 生平
中平元年（184年）四月，广阳郡（郡治蓟县，今北京市西南）黄巾军攻打幽州，杀死了幽州刺史郭勳和广阳太守刘卫。